# The Contours
The Contours fue uno de los primeros grupos afroamericanos de canto de soul que firmó con Motown Records. El grupo es conocido por su clásico éxito de 1962, "Do You Love Me", un sencillo con un millón de ventas que volvió a convertirse en un gran éxito en 1988.

## Historia

### Establecimiento y "Do you love Me"
Joe Billingslea (nacido el 14 de noviembre de 1937) y Billy Gordon fundaron un grupo de canto llamado The Blenders en su natal Detroit, Míchigan, en 1959. Completaron el grupo con Billy Hoggs y Billy Rollins, quienes habían respondido a un anuncio publicado en el periódico local. por Billingslea. El grupo pronto agregó a Leroy Fair (en lugar de Billy Rollins) y al cantante de bajo Hubert Johnson, y cambió el nombre a "The Contours". En el otoño de 1960, el grupo audicionó para Motown Records de Berry Gordy. Gordy rechazó el acto, lo que llevó al grupo a visitar la casa del primo de Johnson, la estrella de R&B y socio de Gordy, Jackie Wilson. Wilson, a su vez, consiguió que Contours hiciera una segunda audición con Gordy, en la que cantaron las mismas canciones que tenían en la primera audición, de la misma manera, y firmaron un contrato de siete años.
Cada artista de Motown Records recibió su propio guitarrista. Huey Davis fue el guitarrista asignado a Contours. El primer sencillo del grupo, "Whole Lotta 'Woman", fue lanzado en enero de 1961 y no llegó a las listas. A los pocos meses de su lanzamiento, Leroy Fair fue reemplazado por Benny Reeves, hermano de Martha Reeves. Poco después, Benny Reeves se fue para servir en la Marina de los Estados Unidos y fue reemplazado por Sylvester Potts. En 1961, el segundo sencillo del grupo, "The Stretch", fue lanzado y tampoco llegó a las listas. A principios de 1962, Gordy tenía el disco de Contours "Do You Love Me", una composición supuestamente destinada originalmente a The Temptations. Pero, en una entrevista de 2008 para la revista MOJO, el Contour original Joe Billingslea declaró que este no era el caso. En el artículo, Billingslea le dijo al autor Phil Alexander que el autor de la canción, el fundador de Motown, Berry Gordy, le ofreció la canción a Contours primero, con la única intención de darle a The Temptations la canción después de ver que los Contours estaban teniendo problemas con ella. Sin embargo, después de practicar la melodía de nuevo, Gordy asintió con la cabeza, y la canción, a los Contours.
El disco resultante, con la voz principal de Billy Gordon, alcanzó el número 1 en la lista de R&B de Billboard y pasó al número 3 en el Hot 100 en 1962. Vendió más de un millón de copias y recibió un disco de oro.

### Carrera de mediados a finales de la década de 1960
Aunque los Contours nunca repitieron el extraordinario éxito de "Do You Love Me", regresaron a las listas de éxitos cuatro veces durante 1963 y 1964, comenzando con "Shake Sherry". También se ubicaron en las listas de R&B con el "lado B" de "Can You Jerk Like Me", el escrito por Smokey Robinson "Ese día cuando ella me necesitó". En 1964, Billy Hoggs, Joe Billingslea, Hubert Johnson y Sylvester Potts dejaron Motown. Berry Gordy contrató a Council Gay, Jerry Green y Alvin English para respaldar a Billy Gordon, haciendo de Contours un cuarteto vocal (con Davis siendo el guitarrista del grupo durante su paso por Motown). Durante este período, las pistas grabadas por ambas formaciones se estaban juntando para un segundo álbum de Motown titulado The Contours: Can You Dance (Gordy 910). Sin embargo, por razones desconocidas, este álbum nunca fue lanzado por Motown. Dentro de un año, Sylvester Potts regresó al grupo (reemplazando a Alvin English) y Billy Gordon partió poco después. Gordon fue reemplazado por Joe Stubbs, hermano del cantante principal de Four Tops, Levi Stubbs. Stubbs pronto abandonó el acto y fue reemplazado por Dennis Edwards. Stubbs más tarde se convertiría en el cantante principal del grupo de R&B de los años 70 que no pertenece a Motown, 100 Proof (Aged in Soul).
A mediados de la década de 1960, Contours grabó varios discos que recibieron reproducción de radio de R&B, en particular "Can You Do It", "Don't Let Her Be Your Baby", "Can You Jerk Like Me" y su otro lado de las listas, el Smokey Robinson escribió y produjo "That Day When She Needed Me", "First I Look at the Purse" (escrito por los miembros de Miracles Smokey Robinson y Bobby Rogers) "y" Just a Little Misunderstanding "(el único sencillo con Stubbs en plomo, y fue coescrito por Stevie Wonder). Aun así, fueron considerados secundarios a los principales grupos vocales masculinos de Motown: The Temptations, The Four Tops y The Miracles. El contrato de siete años del grupo con Motown expiró en 1967 y cuando el cantante Dennis Edwards fue reclutado para reemplazar al fallecido David Ruffin como cantante principal de The Temptations a mediados de 1968, Contours se disolvió. Más tarde, Edwards también se convirtió en un creador de éxitos en solitario.
Aunque consiguieron un éxito en la lista de sencillos del Reino Unido en 1970 con un relanzamiento de "Just A Little Misunderstanding", El verdadero reclamo de la fama de Contours radica en "Do You Love Me". Tanto estas pistas como otras obras de Contours se pueden encontrar en varios álbumes recopilatorios de Motown.

### Después de Motown
A principios de la década de 1970, Joe Billingslea resucitó al grupo con él mismo, Arthur Hinson, Martin Upshire, C. Autry Hatcher y el ex Motown Contour Council Gay como miembros, y comenzó a actuar en clubes locales de Detroit. Durante los años setenta y principios de los ochenta, la popularidad del grupo aumentó y comenzaron a tocar en fechas en todo Estados Unidos e incluso en algunas fechas internacionales. En 1984, Charles Davis reemplazó a Hinson y una semana después Potts se reincorporó al grupo reemplazando a Gay. En 1987, Hatcher dejó el grupo y regresó Arthur Hinson. En 1988, se agregó Darell Nunlee cuando Martin Upshire se fue. El mismo año, "Do You Love Me" apareció de manera destacada en la película Dirty Dancing. En 1988, una reedición de "Do You Love Me" envió la canción de regreso a las listas de Billboard Top 40 durante ocho semanas, alcanzando el número once. La película y el disco dieron lugar a un "Dirty Dancing Concert Tour" en 1988 seguido de un nuevo contrato de grabación para Motorcity Records de Ian Levine, donde el grupo grabó dos álbumes Flashback y Revenge, aunque este último no se publicó, aunque las canciones aparecerían más tarde en compilación posterior, The Best of the Contours.
En 1992, Hinson dejó el grupo y continuó como cuarteto hasta 1993 cuando Nunlee se fue. Al Chisholm (anteriormente con The Falcons) y Gary Grier fueron reclutados en 1993. Esta configuración - Joe Billingslea, Chisholm, Davis, Grier y Potts - continuó desde 1993 hasta 2004.
En 2004, Sylvester Potts se fue para formar su propio grupo con los cuatro miembros (Leroy Seabrooks, Kim Green, Tony Womack y Darell Nunlee) de un grupo local de Detroit llamado Upscale, que inmediatamente comenzó a actuar como "The Contours". Billingslea demandó y Potts contrademandó, cada uno reclamando los derechos sobre el nombre. Debido a que la marca de servicio, "The Contours" era propiedad conjunta de Billingslea, Potts y su gerente, estas demandas se resolvieron en un acuerdo extrajudicial que preveía la existencia de ambos grupos para ser identificados como "The Contours con Joe Billingslea "y" The Contours con Sylvester Potts ", respectivamente. A los pocos meses de la fundación del grupo Potts, Seabrooks lo dejó y lo convirtió en un cuarteto. En 2011, Nunlee dejó el grupo de Potts y fue reemplazado por Tee Turner.
En abril de 2011, las pistas inéditas del segundo álbum, junto con catorce grabaciones originales inéditas de Contours de la década de 1960 de Motown, y nuevas entrevistas de 2011 con el fundador de Contours, Joe Billingslea, así como con Sylvester Potts, se lanzaron como parte de la colección de recopilaciones de CD, Dance with Contours en la etiqueta de importación, Kent Records. Contó con los éxitos de las listas, "Can You Do It", "Can You Jerk Like Me" y varias otras pistas. Fue lanzado bajo licencia legal y con la aprobación total de los propietarios del catálogo de Motown.
En 2005, Billy Hoggs, quien dejó Contours en 1964 para convertirse en ministro, hizo su primera y única aparición desde 1964, uniéndose a Contours con Joe Billingslea para la grabación de Motown: The Early Years for the Public Broadcasting System. Esta actuación se retransmite ocasionalmente en varias filiales de PBS. En enero de 2007, Motown Records lanzó el DVD de las actuaciones. En 2006, Contours con Joe Billingslea llenó el lugar vacante para cantar bajo creado por la partida de Potts con Odell Jones. En marzo de 2010, los Contours fueron incluidos en el Salón de la Fama de Estados Unidos Doo-Wopp. El programa de inducción contó con una actuación de Contours con Joe Billingslea.
Hubert Johnson se suicidó en Detroit, el 11 de julio de 1981, a los 40 años. El miembro de mediados de los 60, Joe Stubbs, hermano de Levi Stubbs, murió el 5 de febrero de 1998. Posteriormente, varios miembros originales murieron en un período de diez años. Billy Gordon murió en algún momento de 1999.El guitarrista Huey Davis (quien apareció en la portada del álbum Do You Love Me, pero no era un miembro oficial de Contours aunque apareció en prácticamente todas las tomas publicitarias del grupo de Motown) murió el 23 de febrero de 2002, en su casa. en Detroit Leroy Fair murió en diciembre de 2004.
En 2014, Jones dejó Contours con Joe Billingslea y fue reemplazado por Lyall Hoggart. A finales de 2014, el grupo de Potts hizo su última actuación. En 2015, Dwjuan Brock reemplazó a Charles Davis. También en 2015, los Contours fueron incluidos en el Salón de la Fama del R&B. El programa de inducción contó con una actuación de Contours con Joe Billingslea. Más tarde ese año, después de que quedó claro que el grupo de Potts se había disuelto, el grupo de Billingslea reclamó el nombre "The Contours". En 2016, los Contours fueron incluidos en el Salón de la Fama de las Leyendas del Rock and Roll de Míchigan. En 2017, la marca de servicio "The Contours" se asignó únicamente a Joe Billingslea.
Sylvester Potts murió el 6 de enero de 2017.

## Discografía

### Álbumes
- Do You Love Me (Now That I Can Dance) (Gordy 901, 1962)
- The Contours: Can You Dance (Gordy 910, 1964 – inédito)
- Flashback (Motorcity Records, 1990)
- The Very Best (Hot Productions, 1995)
- The Very Best of the Contours [Original Recording Remastered] (Motown, 1999)
- Essential Collection (Spectrum, 2000)
- A New Direction (Orchard, 2000)
- 20th Century Masters: Millennium Collection (Universal, 2003)
- Live II (Middle Earth, 2003)
- Dance with the Contours (Kent/Universal/Motown, 2011)

### Sencillos
Todos los sencillos se publicaron en Gordy Records a menos que se indique lo contrario.
- 1961: "Whole Lotta' Woman" (emitido en Motown)
- 1961: "The Stretch" (emitido en Motown)
- 1962: "Do You Love Me" (#3 US, No. 1 R&B)
- 1963: "Shake Sherry" (#43 US, No. 21 R&B)
- 1963: "Don't Let Her Be Your Baby" (#64 Pop)
- 1963: "Pa I Need a Car" / "You Get Ugly" (no trazó)
- 1964: "Can You Do It" (#41 US, No. 16 R&B)
- 1964: "Can You Jerk Like Me" (#47 US, No. 15 R&B)
- 1964: "That Day When She Needed Me" (lado b de "Can You Jerk Like Me," No. 37 R&B)
- 1965: "First I Look at the Purse" (#57 US, No. 12 R&B)
- 1966: "Just a Little Misunderstanding" (#85 US, No. 18 R&B, UK #31)
- 1967: "It's So Hard Being a Loser" (#79 US, No. 35 R&B)
- 1988: "Do You Love Me" (#11 US, emitido en Motown, relanzado después del éxito de la película de 1987, Dirty Dancing)
- 1989: "Face Up to the Fact" (emitido em Motorcity Records)
- 1992: "Running in Circles" (emitido en Motorcity Records)